# Заврч (футбольный клуб)
«Заврч» (словен. Nogometni Klub Zavrč, NK Zavrč) — словенский футбольный клуб из города Заврч, выступавший в Первой Лиге.

## История
Клуб был основан в 1969 году под названием ŠD Bratstvo Zavrč.
За пять сезонов, с 2008—2009 по 2012—2013 годы «Заврч» смог подняться из шестого дивизиона в словенскую Первую лигу, высший уровень словенского футбола.
Во время сезона 2016–17 годов «Заврч» был распущен из-за финансовых трудностей. В 2016 году основан новый клуб под названием DNŠ Zavrč, который начал свою карьеру с основания словенской футбольной пирамиды. Юридически рекорды и награды двух клубов учитываются Футбольной ассоциацией Словении отдельно.

## Стадион
«Спортивный парк Заврч» (словен. Športni park Zavrč), также известный как Стадион Заврч расположен в городке Заврч. Вмещает 1 000 зрителей, есть 300 сидячих мест. Рекордная посещаемость — 2200 зрителей. В мае 2012 года были установлены прожекторы, тем самым он уже отвечал критериям стадиона Первой лиги и УЕФА. Стадион был полностью реконструирован в 2013 году: старая трибуна была снесена и построена новая главная трибуна, открытая в 2015 году. Трибуна вмещает 962 человека. В 2017 году из-за финансовых проблем клуба прожекторы были сняты и проданы клубу Aluminij.

## Достижения
- Вторая лига Словении по футболу

Победитель (1): 2012/13
- Третья лига Словении по футболу

Победитель (3): 2004/05, 2006/07, 2011/12
- Региональная лига Словении (4-я лига)

Победитель (2): 2003/04, 2010/11
- Пятая лига Словении

Победитель (1): 2009/10
- Шестая лига Словении

Победитель (1): 2008/09